# Wydział Teologiczny Uniwersytetu Lwowskiego
Wydział Teologiczny Uniwersytetu Lwowskiego – wydział w ramach Uniwersytetu Lwowskiego.
Wykładowcami na wydziale w okresie Austro-Węgier byli m.in. Józef Watzka, Łukasz Solecki.
Po odzyskaniu przez Polskę niepodległości i przemianowaniu uniwersytetu w okresie II Rzeczypospolitej istniał Wydział Teologiczny Uniwersytetu Jana Kazimierza we Lwowie.